# Ketunluoto (ö i Kajanaland)
Ketunluoto är en ö i Finland. Den ligger i sjön Iso-Kiimanen och i kommunen Sotkamo i den ekonomiska regionen  Kajana ekonomiska region  och landskapet Kajanaland, i den centrala delen av landet, 500 km norr om huvudstaden Helsingfors. Öns största längd är 40 meter i sydöst-nordvästlig riktning.